# 韓玉花
韓玉花，女，亞裔英語新聞主播。

## 生平
出生于新加坡。
1986年，韓玉花畢業自香港大學新聞及傳播系，後於無綫電視新聞及資訊部任編輯及主播，服務達至4年。
1991年7月，她開始調任新城電台做新聞主播。數年後，她開始調任CNBC擔正主播及主持角色。直至1998年7月，調任美國CNN主播及主持角色，主要包括Biz Asia、Talk Asia等節目，到了2006年11月，開始調任新加坡Insight Bureau Pte Ltd工作。

## 家庭
父親韓國裔，母親是歐亞混血兒。

## 相關連結
- 有關Insight Bureau韓玉花資料（英文） （页面存档备份，存于）